# مصادم

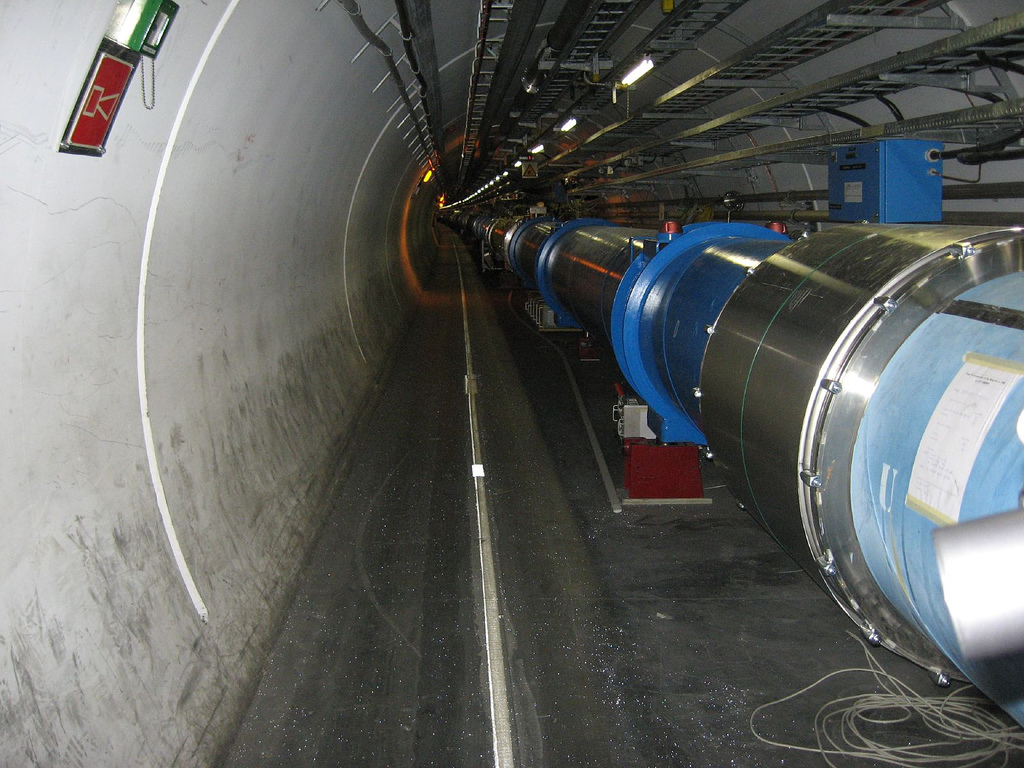
مصادم الهدرونات الكبير

المصادم نوع من معجلات الجسيمات يساهم بتوجيه حزم الجسيمات. وهو إما أن يكون من المعجلات الدائرية أو الخطية.

## التوضيح
أحد انجازات العلم حول الجسيمات الأولية في فيزياء الجسيمات هو تسريع الجسيمات إلى طاقة حركية عالية جدا والسماح لها بالتصادم مع جسيمات أخرى. فيكون ردة الفعل عند حصول طاقة عالية بما فيه الكفاية هو تحويل تلك الجسيمات إلى جسيمات أخرى. فضبط تلك النواتج يعطي نظرة ثاقبة في تلك الفيزياء المعنية.
للقيام بمثل تلك التجارب يجب أن يكون هناك إعداد لحالتين وهما:
- إعداد الهدف الثابت: هو تسارع شعاع من الجسيمات (أو المقذوفات) عن طريق معجل جسيمات، أما قرينه في الاصطدام فيوضع كهدف ثابت في مسار الشعاع.
- المصادم: هو تسارع حزمتين شعاع من الجسيمات وتكون باتجاه بعضهما البعض، بحيث تصطدم الجزيئات ببعضها وهما في اتجاهين متعاكسين. ويمكن استخدام هذه العملية لتخليق المادة الغريبة وضديدها.

هناك صعوبة في بناء وإعداد المصادم إلا أن لديه ميزة كبرى ألا وهي أنه وفقا لنظرية النسبية الخاصة فإن طاقة التصادم غير المرن بين جسيمين يقتربان من بعضها البعض بسرعة معطاة لن تكون مجرد 4 أضعاف مما عليه في حالة إحدى الجسيمين يكون هدفا ثابتا (كما هو في الفيزياء غير النسبية) بل يمكن أن تكون المضاعفات أسية في حالة سرعة التصادم تقترب من سرعة الضوء.

## التاريخ
نشأ أول اقتراح جاد للتوصل إلى المصادم مع فريق في جمعية بحوث جامعات الغرب الأوسط Midwestern Universities Research Association [MURA]. واقترح هذا الفريق بناء اثنين من مسرعات FFAG دائرية ذات تماس شعاعي المقطع. طور أحد واضعي الورقة الأولى وهو تيهيرو أوكاوا تصميم مسرع FFAG شعاعي للمقطع التي بالإمكان تسريع حزمة شعاع جسيمين اثنين متعاكسي الإتجاه ضمن حلقة مغناطيسية واحدة. النموذج الثالث ل FFAG الذي بناه فريق MURA كانت آلة إلكترونية بقوة MeV‏ 50 بنيت في 1961 لإثبات جدوى تلك الفكرة.
اقترح جيرار اونيل استخدام مسرع واحد لحقن جسيمات في زوج من حلقات التخزين المتماسة. كما كان اقتراح MURA فإن الاصطدام يحدث في مقطع التماس. فائدة حلقات التخزين هي أنه بإمكانها تجميع دفق شعاع عالي من مسرع الحاقن يعطي دفق أقل من ذلك بكثير.
بنى العلم الإيطالي-النمساوي برونو توسجك أول مصادم إلكترون-بوزيترون في إيطاليا، في مختبرات فراسكاتي قرب روما. وفي نفس الوقت تقريبا في أوائل الستينات، طور المصادم VEP-1 بشكل مستقل وبنى بإشراف بدكر جيرش في معهد السوفياتي المسمى معهد بدكر للأبحاث النووية، وبعدها بمدة كان هناك مصادم آخر بني في جنيف - سويسرا.